# Liste der Gemeinden im Département Côtes-d’Armor

Lage des Départements Côtes-d’Armor

Das Département Côtes-d’Armor liegt in der Region Bretagne in Frankreich. Es untergliedert sich in vier Arrondissements mit 344 Gemeinden (frz. communes) (Stand 1. Januar 2025).
| Code INSEE | PLZ         | Gemeinde                          | Einwohner (Stand 1. Januar 2022) | Fläche in km² | Einwohner pro km² | Kanton seit 30. März 2015 Kanton bis 29. März 2015                                  | Arrondissement seit 2017 Arrondissement bis 2016 | Gemeindeverband                      |
| ---------- | ----------- | --------------------------------- | -------------------------------- | ------------- | ----------------- | ----------------------------------------------------------------------------------- | ------------------------------------------------ | ------------------------------------ |
| 22001      | 22460       | Allineuc                          | 592                              | 24,09         | 25                | Guerlédan Uzel                                                                      | Saint-Brieuc                                     | Loudéac Communauté – Bretagne Centre |
| 22002      | 22400       | Andel                             | 1170                             | 12,20         | 96                | Lamballe-Armor Lamballe                                                             | Saint-Brieuc                                     | Lamballe Terre et Mer                |
| 22003      | 22100       | Aucaleuc                          | 953                              | 6,38          | 149               | Dinan Dinan-Ouest                                                                   | Dinan                                            | Dinan Agglomération                  |
| 22209      | 22650       | Beaussais-sur-Mer                 | 4379                             | 41,65         | 105               | Pleslin-Trigavou                                                                    | Dinan                                            | Dinan Agglomération                  |
| 22004      | 22140       | Bégard                            | 4862                             | 36,41         | 134               | Bégard                                                                              | Guingamp                                         | Guingamp-Paimpol Agglomération       |
| 22005      | 22810       | Belle-Isle-en-Terre               | 1031                             | 14,11         | 73                | Callac Belle-Isle-en-Terre                                                          | Guingamp                                         | Guingamp-Paimpol Agglomération       |
| 22006      | 22140       | Berhet                            | 272                              | 3,23          | 84                | Bégard La Roche-Derrien                                                             | Lannion                                          | Lannion-Trégor Communauté            |
| 22055      | 22520 22680 | Binic-Étables-sur-Mer             | 7020                             | 15,34         | 458               | Plouha                                                                              | Saint-Brieuc                                     | Saint-Brieuc Armor Agglomération     |
| 22008      | 22100       | Bobital                           | 1143                             | 4,99          | 229               | Lanvallay Dinan-Ouest                                                               | Dinan                                            | Dinan Agglomération                  |
| 22107      | 22570       | Bon Repos sur Blavet              | 1237                             | 53,91         | 23                | Rostrenen                                                                           | Guingamp                                         | Kreiz-Breizh                         |
| 22011      | 22170       | Boqueho                           | 1054                             | 27,12         | 39                | Plélo Châtelaudren                                                                  | Guingamp Saint-Brieuc                            | Leff Armor Communauté                |
| 22013      | 22390       | Bourbriac                         | 2126                             | 71,86         | 30                | Callac Bourbriac                                                                    | Guingamp                                         | Guingamp-Paimpol Agglomération       |
| 22014      | 22130       | Bourseul                          | 1247                             | 22,23         | 56                | Plancoët                                                                            | Dinan                                            | Dinan Agglomération                  |
| 22015      | 22510       | Bréhand                           | 1695                             | 24,95         | 68                | Plénée-Jugon Moncontour                                                             | Saint-Brieuc                                     | Lamballe Terre et Mer                |
| 22018      | 22140       | Brélidy                           | 316                              | 8,14          | 39                | Bégard Pontrieux                                                                    | Guingamp                                         | Guingamp-Paimpol Agglomération       |
| 22019      | 22170       | Bringolo                          | 510                              | 9,38          | 54                | Plélo Plouagat                                                                      | Guingamp                                         | Leff Armor Communauté                |
| 22020      | 22250       | Broons                            | 2931                             | 35,21         | 83                | Broons                                                                              | Dinan                                            | Dinan Agglomération                  |
| 22021      | 22100       | Brusvily                          | 1155                             | 11,83         | 98                | Lanvallay Dinan-Ouest                                                               | Dinan                                            | Dinan Agglomération                  |
| 22023      | 22160       | Bulat-Pestivien                   | 409                              | 31,23         | 13                | Callac                                                                              | Guingamp                                         | Guingamp-Paimpol Agglomération       |
| 22024      | 22160       | Calanhel                          | 236                              | 14,32         | 16                | Callac                                                                              | Guingamp                                         | Guingamp-Paimpol Agglomération       |
| 22025      | 22160       | Callac                            | 2274                             | 33,03         | 69                | Callac                                                                              | Guingamp                                         | Guingamp-Paimpol Agglomération       |
| 22026      | 22100       | Calorguen                         | 722                              | 8,48          | 85                | Lanvallay Dinan-Ouest                                                               | Dinan                                            | Dinan Agglomération                  |
| 22028      | 22450       | Camlez                            | 832                              | 11,66         | 71                | Tréguier                                                                            | Lannion                                          | Lannion-Trégor Communauté            |
| 22029      | 22480       | Canihuel                          | 348                              | 32,14         | 11                | Rostrenen Saint-Nicolas-du-Pélem                                                    | Guingamp                                         | Kreiz-Breizh                         |
| 22030      | 22300       | Caouënnec-Lanvézéac               | 904                              | 7,07          | 128               | Bégard Lannion                                                                      | Lannion                                          | Lannion-Trégor Communauté            |
| 22031      | 22160       | Carnoët                           | 667                              | 42,06         | 16                | Callac                                                                              | Guingamp                                         | Guingamp-Paimpol Agglomération       |
| 22032      | 22350       | Caulnes                           | 2506                             | 31,36         | 80                | Broons Caulnes                                                                      | Dinan                                            | Dinan Agglomération                  |
| 22033      | 22530       | Caurel                            | 355                              | 11,65         | 30                | Guerlédan Mûr-de-Bretagne                                                           | Saint-Brieuc Guingamp                            | Loudéac Communauté – Bretagne Centre |
| 22034      | 22140       | Cavan                             | 1548                             | 16,40         | 94                | Bégard La Roche-Derrien                                                             | Lannion                                          | Lannion-Trégor Communauté            |
| 22206      | 22170       | Châtelaudren-Plouagat             | 3968                             | 32,44         | 122               | Plélo                                                                               | Guingamp                                         | Leff Armor Communauté                |
| 22040      | 22970       | Coadout                           | 538                              | 9,73          | 55                | Callac Guingamp                                                                     | Guingamp                                         | Guingamp-Paimpol Agglomération       |
| 22041      | 22140       | Coatascorn                        | 251                              | 8,05          | 31                | Bégard La Roche-Derrien                                                             | Lannion                                          | Lannion-Trégor Communauté            |
| 22042      | 22450       | Coatréven                         | 493                              | 9,13          | 54                | Tréguier                                                                            | Lannion                                          | Lannion-Trégor Communauté            |
| 22044      | 22400       | Coëtmieux                         | 1840                             | 8,02          | 229               | Lamballe-Armor Lamballe                                                             | Saint-Brieuc                                     | Lamballe Terre et Mer                |
| 22045      | 22800       | Cohiniac                          | 397                              | 12,26         | 32                | Plélo Châtelaudren                                                                  | Guingamp Saint-Brieuc                            | Leff Armor Communauté                |
| 22047      | 22320       | Corlay                            | 913                              | 13,80         | 66                | Guerlédan Corlay                                                                    | Saint-Brieuc                                     | Loudéac Communauté – Bretagne Centre |
| 22048      | 22130       | Corseul                           | 2270                             | 41,74         | 54                | Plancoët                                                                            | Dinan                                            | Dinan Agglomération                  |
| 22049      | 22130       | Créhen                            | 1664                             | 18,21         | 91                | Plancoët                                                                            | Dinan                                            | Dinan Agglomération                  |
| 22050      | 22100       | Dinan                             | 14.966                           | 8,71          | 1718              | Dinan                                                                               | Dinan                                            | Dinan Agglomération                  |
| 22052      | 22160       | Duault                            | 388                              | 21,59         | 18                | Callac                                                                              | Guingamp                                         | Guingamp-Paimpol Agglomération       |
| 22053      | 22250       | Éréac                             | 676                              | 21,21         | 32                | Broons                                                                              | Saint-Brieuc Dinan                               | Lamballe Terre et Mer                |
| 22054      | 22430       | Erquy                             | 3929                             | 26,46         | 148               | Pléneuf-Val-André                                                                   | Saint-Brieuc                                     | Lamballe Terre et Mer                |
| 22056      | 22630       | Évran                             | 1787                             | 23,56         | 76                | Lanvallay Évran                                                                     | Dinan                                            | Dinan Agglomération                  |
| 22179      | 22240       | Fréhel                            | 1611                             | 18,91         | 85                | Pléneuf-Val-André Matignon                                                          | Dinan                                            | Dinan Agglomération                  |
| 22060      | 22150       | Gausson                           | 648                              | 16,71         | 39                | Guerlédan Plouguenast                                                               | Saint-Brieuc                                     | Loudéac Communauté – Bretagne Centre |
| 22061      | 22110       | Glomel                            | 1412                             | 79,93         | 18                | Rostrenen                                                                           | Guingamp                                         | Kreiz-Breizh                         |
| 22062      | 22230       | Gomené                            | 549                              | 25,37         | 22                | Broons Merdrignac                                                                   | Saint-Brieuc Dinan                               | Loudéac Communauté – Bretagne Centre |
| 22063      | 22290       | Gommenec’h                        | 552                              | 11,83         | 47                | Plouha Lanvollon                                                                    | Guingamp Saint-Brieuc                            | Leff Armor Communauté                |
| 22064      | 22570       | Gouarec                           | 912                              | 6,41          | 142               | Rostrenen Gouarec                                                                   | Guingamp                                         | Kreiz-Breizh                         |
| 22065      | 22290       | Goudelin                          | 1716                             | 22,98         | 75                | Guingamp Plouagat                                                                   | Guingamp                                         | Leff Armor Communauté                |
| 22067      | 22200       | Grâces                            | 2588                             | 14,07         | 184               | Guingamp                                                                            | Guingamp                                         | Guingamp-Paimpol Agglomération       |
| 22068      | 22460       | Grâce-Uzel                        | 429                              | 7,95          | 54                | Guerlédan Uzel                                                                      | Saint-Brieuc                                     | Loudéac Communauté – Bretagne Centre |
| 22069      | 22350       | Guenroc                           | 217                              | 7,39          | 29                | Broons Caulnes                                                                      | Dinan                                            | Dinan Agglomération                  |
| 22158      | 22530       | Guerlédan                         | 2528                             | 47,75         | 53                | Guerlédan                                                                           | Saint-Brieuc                                     | Loudéac Communauté – Bretagne Centre |
| 22070      | 22200       | Guingamp                          | 7127                             | 3,41          | 2090              | Guingamp                                                                            | Guingamp                                         | Guingamp-Paimpol Agglomération       |
| 22071      | 22350       | Guitté                            | 711                              | 14,53         | 49                | Broons Caulnes                                                                      | Dinan                                            | Dinan Agglomération                  |
| 22072      | 22390       | Gurunhuel                         | 406                              | 19,58         | 21                | Callac Belle-Isle-en-Terre                                                          | Guingamp                                         | Guingamp-Paimpol Agglomération       |
| 22075      | 22600       | Hémonstoir                        | 708                              | 14,03         | 50                | Guerlédan Loudéac                                                                   | Saint-Brieuc                                     | Loudéac Communauté – Bretagne Centre |
| 22076      | 22550       | Hénanbihen                        | 1429                             | 31,65         | 45                | Pléneuf-Val-André Matignon                                                          | Saint-Brieuc Dinan                               | Lamballe Terre et Mer                |
| 22077      | 22400       | Hénansal                          | 1263                             | 29,00         | 44                | Lamballe-Armor Matignon                                                             | Saint-Brieuc Dinan                               | Lamballe Terre et Mer                |
| 22079      | 22150       | Hénon                             | 2315                             | 40,87         | 57                | Plaintel Moncontour                                                                 | Saint-Brieuc                                     | Lamballe Terre et Mer                |
| 22081      | 22120       | Hillion                           | 4304                             | 24,76         | 174               | Trégueux Langueux                                                                   | Saint-Brieuc                                     | Saint-Brieuc Armor Agglomération     |
| 22016      | 22870       | Île de Bréhat                     | 427                              | 3,09          | 138               | Paimpol                                                                             | Saint-Brieuc                                     | -                                    |
| 22083      | 22230       | Illifaut                          | 688                              | 26,71         | 26                | Broons Merdrignac                                                                   | Saint-Brieuc Dinan                               | Loudéac Communauté – Bretagne Centre |
| 22084      | 22270       | Jugon-les-Lacs - Commune nouvelle | 2528                             | 38,03         | 66                | Plénée-Jugon                                                                        | Saint-Brieuc Dinan                               | Lamballe Terre et Mer                |
| 22085      | 22610       | Kerbors                           | 286                              | 6,88          | 42                | Tréguier Lézardrieux                                                                | Lannion                                          | Lannion-Trégor Communauté            |
| 22086      | 22500       | Kerfot                            | 634                              | 5,71          | 111               | Paimpol                                                                             | Guingamp Saint-Brieuc                            | Guingamp-Paimpol Agglomération       |
| 22087      | 22110       | Kergrist-Moëlou                   | 636                              | 47,16         | 13                | Rostrenen                                                                           | Guingamp                                         | Kreiz-Breizh                         |
| 22088      | 22480       | Kerien                            | 247                              | 21,88         | 11                | Callac Bourbriac                                                                    | Guingamp                                         | Guingamp-Paimpol Agglomération       |
| 22090      | 22450       | Kermaria-Sulard                   | 1106                             | 9,02          | 123               | Perros-Guirec                                                                       | Lannion                                          | Lannion-Trégor Communauté            |
| 22091      | 22140       | Kermoroc’h                        | 429                              | 6,16          | 70                | Bégard                                                                              | Guingamp                                         | Guingamp-Paimpol Agglomération       |
| 22092      | 22480       | Kerpert                           | 269                              | 21,00         | 13                | Callac Saint-Nicolas-du-Pélem                                                       | Guingamp                                         | Guingamp-Paimpol Agglomération       |
| 22012      | 22240       | La Bouillie                       | 845                              | 10,91         | 77                | Pléneuf-Val-André Matignon                                                          | Saint-Brieuc Dinan                               | Lamballe Terre et Mer                |
| 22036      | 22350       | La Chapelle-Blanche               | 211                              | 7,92          | 27                | Broons Caulnes                                                                      | Dinan                                            | Dinan Agglomération                  |
| 22037      | 22160       | La Chapelle-Neuve                 | 403                              | 23,78         | 17                | Callac Belle-Isle-en-Terre                                                          | Guingamp                                         | Guingamp-Paimpol Agglomération       |
| 22039      | 22210       | La Chèze                          | 572                              | 2,53          | 226               | Loudéac La Chèze                                                                    | Saint-Brieuc                                     | Loudéac Communauté – Bretagne Centre |
| 22073      | 22320       | La Harmoye                        | 379                              | 17,67         | 21                | Plélo Plœuc-sur-Lié                                                                 | Saint-Brieuc                                     | Saint-Brieuc Armor Agglomération     |
| 22097      | 22980       | La Landec                         | 749                              | 7,59          | 99                | Plancoët Plélan-le-Petit                                                            | Dinan                                            | Dinan Agglomération                  |
| 22140      | 22640       | La Malhoure                       | 621                              | 5,02          | 124               | Lamballe-Armor Lamballe                                                             | Saint-Brieuc                                     | Lamballe Terre et Mer                |
| 22144      | 22440       | La Méaugon                        | 1326                             | 6,78          | 196               | Ploufragan                                                                          | Saint-Brieuc                                     | Saint-Brieuc Armor Agglomération     |
| 22155      | 22600       | La Motte                          | 2159                             | 43,03         | 50                | Guerlédan Loudéac                                                                   | Saint-Brieuc                                     | Loudéac Communauté – Bretagne Centre |
| 22255      | 22210       | La Prénessaye                     | 870                              | 16,97         | 51                | Loudéac La Chèze                                                                    | Saint-Brieuc                                     | Loudéac Communauté – Bretagne Centre |
| 22264      | 22450       | La Roche-Jaudy                    | 2643                             | 29,42         | 90                | Tréguier                                                                            | Lannion                                          | Lannion-Trégor Communauté            |
| 22385      | 22690       | La Vicomté-sur-Rance              | 1142                             | 4,57          | 250               | Pleslin-Trigavou Dinan-Est                                                          | Dinan                                            | Dinan Agglomération                  |
| 22093      | 22400       | Lamballe-Armor                    | 16.911                           | 130,65        | 129               | Lamballe-Armor                                                                      | Saint-Brieuc                                     | Lamballe Terre et Mer                |
| 22094      | 22770       | Lancieux                          | 1602                             | 6,69          | 239               | Pleslin-Trigavou Ploubalay                                                          | Dinan                                            | Côte d’Émeraude                      |
| 22095      | 22140       | Landebaëron                       | 169                              | 6,44          | 26                | Bégard                                                                              | Guingamp                                         | Guingamp-Paimpol Agglomération       |
| 22096      | 22130       | Landébia                          | 442                              | 3,55          | 125               | Plancoët                                                                            | Dinan                                            | Dinan Agglomération                  |
| 22098      | 22400       | Landéhen                          | 1445                             | 11,80         | 122               | Lamballe-Armor Lamballe                                                             | Saint-Brieuc                                     | Lamballe Terre et Mer                |
| 22099      | 22800       | Lanfains                          | 1091                             | 21,87         | 50                | Plélo Plœuc-sur-Lié                                                                 | Saint-Brieuc                                     | Saint-Brieuc Armor Agglomération     |
| 22101      | 22450       | Langoat                           | 1161                             | 18,50         | 63                | Tréguier                                                                            | Lannion                                          | Lannion-Trégor Communauté            |
| 22103      | 22490       | Langrolay-sur-Rance               | 992                              | 5,28          | 188               | Pleslin-Trigavou Ploubalay                                                          | Dinan                                            | Dinan Agglomération                  |
| 22104      | 22980       | Languédias                        | 558                              | 8,61          | 65                | Plancoët Plélan-le-Petit                                                            | Dinan                                            | Dinan Agglomération                  |
| 22105      | 22130       | Languenan                         | 1160                             | 15,95         | 73                | Plancoët                                                                            | Dinan                                            | Dinan Agglomération                  |
| 22106      | 22360       | Langueux                          | 7947                             | 9,10          | 873               | Trégueux Langueux                                                                   | Saint-Brieuc                                     | Saint-Brieuc Armor Agglomération     |
| 22108      | 22290       | Lanleff                           | 121                              | 2,16          | 56                | Paimpol Plouha                                                                      | Guingamp Saint-Brieuc                            | Guingamp-Paimpol Agglomération       |
| 22109      | 22580       | Lanloup                           | 251                              | 2,45          | 102               | Paimpol Plouha                                                                      | Guingamp Saint-Brieuc                            | Guingamp-Paimpol Agglomération       |
| 22110      | 22300       | Lanmérin                          | 573                              | 4,15          | 138               | Tréguier                                                                            | Lannion                                          | Lannion-Trégor Communauté            |
| 22111      | 22610       | Lanmodez                          | 400                              | 4,15          | 96                | Tréguier Lézardrieux                                                                | Lannion                                          | Lannion-Trégor Communauté            |
| 22112      | 22290       | Lannebert                         | 431                              | 6,99          | 62                | Plouha Lanvollon                                                                    | Guingamp Saint-Brieuc                            | Leff Armor Communauté                |
| 22113      | 22300       | Lannion                           | 20.525                           | 43,91         | 467               | Lannion                                                                             | Lannion                                          | Lannion-Trégor Communauté            |
| 22114      | 22250       | Lanrelas                          | 866                              | 29,40         | 29                | Broons                                                                              | Saint-Brieuc Dinan                               | Lamballe Terre et Mer                |
| 22115      | 22480       | Lanrivain                         | 465                              | 36,74         | 13                | Rostrenen Saint-Nicolas-du-Pélem                                                    | Guingamp                                         | Kreiz-Breizh                         |
| 22116      | 22170       | Lanrodec                          | 1380                             | 31,92         | 43                | Plélo Plouagat                                                                      | Guingamp                                         | Leff Armor Communauté                |
| 22117      | 22410       | Lantic                            | 1799                             | 15,81         | 114               | Plouha Étables-sur-Mer                                                              | Saint-Brieuc                                     | Saint-Brieuc Armor Agglomération     |
| 22118      | 22100       | Lanvallay                         | 4235                             | 14,61         | 290               | Lanvallay Dinan-Est                                                                 | Dinan                                            | Dinan Agglomération                  |
| 22119      | 22420       | Lanvellec                         | 602                              | 18,92         | 32                | Plestin-les-Grèves                                                                  | Lannion                                          | Lannion-Trégor Communauté            |
| 22121      | 22290       | Lanvollon                         | 1907                             | 5,01          | 381               | Plouha Lanvollon                                                                    | Guingamp Saint-Brieuc                            | Leff Armor Communauté                |
| 22122      | 22230       | Laurenan                          | 742                              | 30,90         | 24                | Broons Merdrignac                                                                   | Saint-Brieuc Dinan                               | Loudéac Communauté – Bretagne Centre |
| 22009      | 22320       | Le Bodéo                          | 178                              | 9,97          | 18                | Plaintel Plœuc-sur-Lié                                                              | Saint-Brieuc                                     | Saint-Brieuc Armor Agglomération     |
| 22057      | 22290       | Le Faouët                         | 410                              | 7,55          | 54                | Plouha Lanvollon                                                                    | Guingamp Saint-Brieuc                            | Leff Armor Communauté                |
| 22059      | 22800       | Le Fœil                           | 1382                             | 20,54         | 67                | Plélo Quintin                                                                       | Saint-Brieuc                                     | Saint-Brieuc Armor Agglomération     |
| 22074      | 22320       | Le Haut-Corlay                    | 650                              | 25,64         | 25                | Guerlédan Corlay                                                                    | Saint-Brieuc                                     | Loudéac Communauté – Bretagne Centre |
| 22082      | 22100       | Le Hinglé                         | 912                              | 3,37          | 271               | Lanvallay Dinan-Ouest                                                               | Dinan                                            | Dinan Agglomération                  |
| 22126      | 22800       | Le Leslay                         | 154                              | 5,01          | 31                | Plélo Quintin                                                                       | Saint-Brieuc                                     | Saint-Brieuc Armor Agglomération     |
| 22046      | 22330       | Le Mené                           | 6420                             | 163,23        | 39                | Plénée-Jugon                                                                        | Saint-Brieuc Dinan                               | Loudéac Communauté – Bretagne Centre |
| 22150      | 22200       | Le Merzer                         | 974                              | 12,63         | 77                | Guingamp Lanvollon                                                                  | Guingamp Saint-Brieuc                            | Leff Armor Communauté                |
| 22157      | 22340       | Le Moustoir                       | 659                              | 14,85         | 44                | Rostrenen Maël-Carhaix                                                              | Guingamp                                         | Poher Communauté                     |
| 22260      | 22460       | Le Quillio                        | 591                              | 16,16         | 37                | Guerlédan Uzel                                                                      | Saint-Brieuc                                     | Loudéac Communauté – Bretagne Centre |
| 22263      | 22630       | Le Quiou                          | 355                              | 5,06          | 70                | Lanvallay Évran                                                                     | Dinan                                            | Dinan Agglomération                  |
| 22386      | 22800       | Le Vieux-Bourg                    | 760                              | 25,13         | 30                | Plélo Quintin                                                                       | Saint-Brieuc                                     | Saint-Brieuc Armor Agglomération     |
| 22387      | 22420       | Le Vieux-Marché                   | 1276                             | 23,13         | 55                | Plestin-les-Grèves Plouaret                                                         | Lannion                                          | Lannion-Trégor Communauté            |
| 22035      | 22630       | Les Champs-Géraux                 | 1053                             | 19,09         | 55                | Lanvallay Évran                                                                     | Dinan                                            | Dinan Agglomération                  |
| 22124      | 22570       | Lescouët-Gouarec                  | 215                              | 18,73         | 11                | Rostrenen Gouarec                                                                   | Guingamp                                         | Kreiz-Breizh                         |
| 22127      | 22740       | Lézardrieux                       | 1632                             | 11,91         | 137               | Tréguier Lézardrieux                                                                | Lannion                                          | Lannion-Trégor Communauté            |
| 22128      | 22340       | Locarn                            | 421                              | 32,36         | 13                | Rostrenen Maël-Carhaix                                                              | Guingamp                                         | Kreiz-Breizh                         |
| 22129      | 22810       | Loc-Envel                         | 74                               | 3,36          | 22                | Callac Belle-Isle-en-Terre                                                          | Guingamp                                         | Guingamp-Paimpol Agglomération       |
| 22131      | 22780       | Loguivy-Plougras                  | 788                              | 47,68         | 17                | Plestin-les-Grèves Plouaret                                                         | Lannion                                          | Lannion-Trégor Communauté            |
| 22132      | 22160       | Lohuec                            | 246                              | 17,18         | 14                | Callac                                                                              | Guingamp                                         | Guingamp-Paimpol Agglomération       |
| 22133      | 22230       | Loscouët-sur-Meu                  | 644                              | 22,26         | 29                | Broons Merdrignac                                                                   | Saint-Brieuc Dinan                               | Loudéac Communauté – Bretagne Centre |
| 22134      | 22700       | Louannec                          | 3053                             | 13,91         | 219               | Perros-Guirec                                                                       | Lannion                                          | Lannion-Trégor Communauté            |
| 22135      | 22540       | Louargat                          | 2393                             | 57,23         | 42                | Callac Belle-Isle-en-Terre                                                          | Guingamp                                         | Guingamp-Paimpol Agglomération       |
| 22136      | 22600       | Loudéac                           | 9875                             | 80,24         | 123               | Loudéac                                                                             | Saint-Brieuc                                     | Loudéac Communauté – Bretagne Centre |
| 22137      | 22340       | Maël-Carhaix                      | 1455                             | 36,57         | 40                | Rostrenen Maël-Carhaix                                                              | Guingamp                                         | Kreiz-Breizh                         |
| 22138      | 22160       | Maël-Pestivien                    | 360                              | 31,29         | 12                | Callac                                                                              | Guingamp                                         | Guingamp-Paimpol Agglomération       |
| 22139      | 22480       | Magoar                            | 75                               | 7,79          | 10                | Callac Bourbriac                                                                    | Guingamp                                         | Guingamp-Paimpol Agglomération       |
| 22141      | 22450       | Mantallot                         | 234                              | 2,76          | 85                | Bégard La Roche-Derrien                                                             | Lannion                                          | Lannion-Trégor Communauté            |
| 22143      | 22550       | Matignon                          | 1738                             | 14,53         | 120               | Pléneuf-Val-André Matignon                                                          | Dinan                                            | Dinan Agglomération                  |
| 22145      | 22270       | Mégrit                            | 809                              | 20,63         | 39                | Broons                                                                              | Dinan                                            | Dinan Agglomération                  |
| 22146      | 22110       | Mellionnec                        | 420                              | 24,22         | 17                | Rostrenen Gouarec                                                                   | Guingamp                                         | Kreiz-Breizh                         |
| 22147      | 22230       | Merdrignac                        | 3140                             | 68,70         | 46                | Broons                                                                              | Saint-Brieuc                                     | Loudéac Communauté – Bretagne Centre |
| 22148      | 22230       | Mérillac                          | 242                              | 13,86         | 17                | Broons Merdrignac                                                                   | Saint-Brieuc Dinan                               | Loudéac Communauté – Bretagne Centre |
| 22149      | 22460       | Merléac                           | 463                              | 30,03         | 15                | Guerlédan Uzel                                                                      | Saint-Brieuc                                     | Loudéac Communauté – Bretagne Centre |
| 22152      | 22220       | Minihy-Tréguier                   | 1263                             | 12,07         | 105               | Tréguier                                                                            | Lannion                                          | Lannion-Trégor Communauté            |
| 22153      | 22510       | Moncontour                        | 742                              | 0,48          | 1546              | Plaintel Moncontour                                                                 | Saint-Brieuc                                     | Lamballe Terre et Mer                |
| 22156      | 22200       | Moustéru                          | 642                              | 14,28         | 45                | Callac Guingamp                                                                     | Guingamp                                         | Guingamp-Paimpol Agglomération       |
| 22160      | 22400       | Noyal                             | 981                              | 6,80          | 144               | Lamballe-Armor Lamballe                                                             | Saint-Brieuc                                     | Lamballe Terre et Mer                |
| 22161      | 22200       | Pabu                              | 2769                             | 7,83          | 354               | Guingamp                                                                            | Guingamp                                         | Guingamp-Paimpol Agglomération       |
| 22162      | 22500       | Paimpol                           | 7266                             | 23,61         | 308               | Paimpol                                                                             | Guingamp Saint-Brieuc                            | Guingamp-Paimpol Agglomération       |
| 22163      | 22340       | Paule                             | 674                              | 37,56         | 18                | Rostrenen Maël-Carhaix                                                              | Guingamp                                         | Kreiz-Breizh                         |
| 22164      | 22540       | Pédernec                          | 1891                             | 27,05         | 70                | Bégard                                                                              | Guingamp                                         | Guingamp-Paimpol Agglomération       |
| 22165      | 22510       | Penguily                          | 608                              | 10,49         | 58                | Plénée-Jugon Moncontour                                                             | Saint-Brieuc                                     | Lamballe Terre et Mer                |
| 22166      | 22710       | Penvénan                          | 2548                             | 19,84         | 128               | Tréguier                                                                            | Lannion                                          | Lannion-Trégor Communauté            |
| 22168      | 22700       | Perros-Guirec                     | 7260                             | 14,16         | 513               | Perros-Guirec                                                                       | Lannion                                          | Lannion-Trégor Communauté            |
| 22169      | 22480       | Peumerit-Quintin                  | 184                              | 14,80         | 12                | Rostrenen Saint-Nicolas-du-Pélem                                                    | Guingamp                                         | Kreiz-Breizh                         |
| 22170      | 22800       | Plaine-Haute                      | 1705                             | 15,29         | 112               | Plélo Quintin                                                                       | Saint-Brieuc                                     | Saint-Brieuc Armor Agglomération     |
| 22171      | 22940       | Plaintel                          | 4571                             | 26,76         | 171               | Plaintel Plœuc-sur-Lié                                                              | Saint-Brieuc                                     | Saint-Brieuc Armor Agglomération     |
| 22172      | 22130       | Plancoët                          | 3095                             | 11,49         | 269               | Plancoët                                                                            | Dinan                                            | Dinan Agglomération                  |
| 22174      | 22550       | Pléboulle                         | 716                              | 14,10         | 51                | Pléneuf-Val-André Matignon                                                          | Dinan                                            | Dinan Agglomération                  |
| 22175      | 22270       | Plédéliac                         | 1602                             | 51,75         | 31                | Plénée-Jugon Jugon-les-Lacs                                                         | Saint-Brieuc Dinan                               | Lamballe Terre et Mer                |
| 22176      | 22960       | Plédran                           | 6909                             | 34,71         | 199               | Ploufragan                                                                          | Saint-Brieuc                                     | Saint-Brieuc Armor Agglomération     |
| 22177      | 22290       | Pléguien                          | 1440                             | 15,48         | 93                | Plouha Lanvollon                                                                    | Guingamp Saint-Brieuc                            | Leff Armor Communauté                |
| 22178      | 22290       | Pléhédel                          | 1317                             | 12,36         | 107               | Paimpol Plouha                                                                      | Guingamp Saint-Brieuc                            | Guingamp-Paimpol Agglomération       |
| 22180      | 22980       | Plélan-le-Petit                   | 1947                             | 21,23         | 92                | Plancoët Plélan-le-Petit                                                            | Dinan                                            | Dinan Agglomération                  |
| 22181      | 22570       | Plélauff                          | 687                              | 25,51         | 27                | Rostrenen Gouarec                                                                   | Guingamp                                         | Kreiz-Breizh                         |
| 22182      | 22170       | Plélo                             | 3283                             | 43,38         | 76                | Plélo Châtelaudren                                                                  | Guingamp Saint-Brieuc                            | Leff Armor Communauté                |
| 22183      | 22210       | Plémet                            | 3751                             | 56,64         | 66                | Loudéac                                                                             | Saint-Brieuc                                     | Loudéac Communauté – Bretagne Centre |
| 22184      | 22150       | Plémy                             | 1583                             | 40,04         | 40                | Plaintel Plouguenast                                                                | Saint-Brieuc                                     | Lamballe Terre et Mer                |
| 22185      | 22640       | Plénée-Jugon                      | 2533                             | 61,36         | 41                | Plénée-Jugon Jugon-les-Lacs                                                         | Saint-Brieuc Dinan                               | Lamballe Terre et Mer                |
| 22186      | 22370       | Pléneuf-Val-André                 | 4094                             | 17,07         | 240               | Pléneuf-Val-André                                                                   | Saint-Brieuc                                     | Lamballe Terre et Mer                |
| 22187      | 22190       | Plérin                            | 14.527                           | 27,72         | 524               | Plérin                                                                              | Saint-Brieuc                                     | Saint-Brieuc Armor Agglomération     |
| 22188      | 22170       | Plerneuf                          | 1119                             | 8,30          | 135               | Plélo Châtelaudren                                                                  | Guingamp Saint-Brieuc                            | Leff Armor Communauté                |
| 22189      | 22720       | Plésidy                           | 562                              | 25,79         | 22                | Callac Bourbriac                                                                    | Guingamp                                         | Guingamp-Paimpol Agglomération       |
| 22190      | 22490       | Pleslin-Trigavou                  | 4043                             | 21,80         | 185               | Pleslin-Trigavou Ploubalay                                                          | Dinan                                            | Dinan Agglomération                  |
| 22193      | 22640       | Plestan                           | 1637                             | 32,81         | 50                | Plénée-Jugon Jugon-les-Lacs                                                         | Saint-Brieuc Dinan                               | Lamballe Terre et Mer                |
| 22194      | 22310       | Plestin-les-Grèves                | 3649                             | 34,52         | 106               | Plestin-les-Grèves                                                                  | Lannion                                          | Lannion-Trégor Communauté            |
| 22195      | 22610       | Pleubian                          | 2334                             | 20,10         | 116               | Tréguier Lézardrieux                                                                | Lannion                                          | Lannion-Trégor Communauté            |
| 22196      | 22740       | Pleudaniel                        | 925                              | 18,42         | 50                | Tréguier Lézardrieux                                                                | Lannion                                          | Lannion-Trégor Communauté            |
| 22197      | 22690       | Pleudihen-sur-Rance               | 2974                             | 24,55         | 121               | Lanvallay Dinan-Est                                                                 | Dinan                                            | Dinan Agglomération                  |
| 22198      | 22560       | Pleumeur-Bodou                    | 3828                             | 26,71         | 143               | Perros-Guirec                                                                       | Lannion                                          | Lannion-Trégor Communauté            |
| 22199      | 22740       | Pleumeur-Gautier                  | 1186                             | 18,99         | 62                | Tréguier Lézardrieux                                                                | Lannion                                          | Lannion-Trégor Communauté            |
| 22201      | 22240       | Plévenon                          | 757                              | 13,73         | 55                | Pléneuf-Val-André Matignon                                                          | Dinan                                            | Dinan Agglomération                  |
| 22202      | 22340       | Plévin                            | 754                              | 27,36         | 28                | Rostrenen Maël-Carhaix                                                              | Guingamp                                         | Poher Communauté                     |
| 22203      | 22150       | Plœuc-L’Hermitage                 | 4117                             | 82,27         | 50                | Plaintel                                                                            | Saint-Brieuc                                     | Saint-Brieuc Armor Agglomération     |
| 22204      | 22260       | Ploëzal                           | 1227                             | 26,24         | 47                | Bégard Pontrieux                                                                    | Guingamp                                         | Guingamp-Paimpol Agglomération       |
| 22205      | 22130       | Plorec-sur-Arguenon               | 445                              | 13,65         | 33                | Plancoët Plélan-le-Petit                                                            | Dinan                                            | Dinan Agglomération                  |
| 22207      | 22420       | Plouaret                          | 2230                             | 29,98         | 74                | Plestin-les-Grèves Plouaret                                                         | Lannion                                          | Lannion-Trégor Communauté            |
| 22208      | 22830       | Plouasne                          | 1749                             | 33,61         | 52                | Lanvallay Évran                                                                     | Dinan                                            | Dinan Agglomération                  |
| 22210      | 22620       | Ploubazlanec                      | 2985                             | 15,04         | 198               | Paimpol                                                                             | Guingamp Saint-Brieuc                            | Guingamp-Paimpol Agglomération       |
| 22211      | 22300       | Ploubezre                         | 3741                             | 31,14         | 120               | Plestin-les-Grèves Lannion                                                          | Lannion                                          | Lannion-Trégor Communauté            |
| 22212      | 22260       | Plouëc-du-Trieux                  | 1140                             | 18,27         | 62                | Bégard Pontrieux                                                                    | Guingamp                                         | Guingamp-Paimpol Agglomération       |
| 22213      | 22490       | Plouër-sur-Rance                  | 3423                             | 19,89         | 172               | Pleslin-Trigavou Dinan-Ouest                                                        | Dinan                                            | Dinan Agglomération                  |
| 22214      | 22470       | Plouézec                          | 3129                             | 27,87         | 112               | Paimpol                                                                             | Guingamp Saint-Brieuc                            | Guingamp-Paimpol Agglomération       |
| 22215      | 22440       | Ploufragan                        | 11.347                           | 27,06         | 419               | Ploufragan                                                                          | Saint-Brieuc                                     | Saint-Brieuc Armor Agglomération     |
| 22216      | 22810       | Plougonver                        | 766                              | 35,72         | 21                | Callac Belle-Isle-en-Terre                                                          | Guingamp                                         | Guingamp-Paimpol Agglomération       |
| 22217      | 22780       | Plougras                          | 428                              | 26,48         | 16                | Plestin-les-Grèves Plouaret                                                         | Lannion                                          | Lannion-Trégor Communauté            |
| 22218      | 22820       | Plougrescant                      | 1198                             | 15,54         | 77                | Tréguier                                                                            | Lannion                                          | Lannion-Trégor Communauté            |
| 22219      | 22150       | Plouguenast-Langast               | 2390                             | 55,57         | 43                | Guerlédan                                                                           | Saint-Brieuc                                     | Loudéac Communauté – Bretagne Centre |
| 22220      | 22110       | Plouguernével                     | 1602                             | 41,60         | 39                | Rostrenen                                                                           | Guingamp                                         | Kreiz-Breizh                         |
| 22221      | 22220       | Plouguiel                         | 1745                             | 19,07         | 92                | Tréguier                                                                            | Lannion                                          | Lannion-Trégor Communauté            |
| 22222      | 22580       | Plouha                            | 4677                             | 39,97         | 117               | Plouha                                                                              | Guingamp Saint-Brieuc                            | Leff Armor Communauté                |
| 22223      | 22200       | Plouisy                           | 2013                             | 23,63         | 85                | Guingamp                                                                            | Guingamp                                         | Guingamp-Paimpol Agglomération       |
| 22224      | 22300       | Ploulec’h                         | 1591                             | 10,15         | 157               | Lannion                                                                             | Lannion                                          | Lannion-Trégor Communauté            |
| 22225      | 22970       | Ploumagoar                        | 5418                             | 32,07         | 169               | Guingamp                                                                            | Guingamp                                         | Guingamp-Paimpol Agglomération       |
| 22226      | 22300       | Ploumilliau                       | 2460                             | 34,69         | 71                | Plestin-les-Grèves                                                                  | Lannion                                          | Lannion-Trégor Communauté            |
| 22227      | 22780       | Plounérin                         | 799                              | 25,89         | 31                | Plestin-les-Grèves Plouaret                                                         | Lannion                                          | Lannion-Trégor Communauté            |
| 22228      | 22810       | Plounévez-Moëdec                  | 1473                             | 40,36         | 36                | Plestin-les-Grèves Plouaret                                                         | Lannion                                          | Lannion-Trégor Communauté            |
| 22229      | 22110       | Plounévez-Quintin                 | 1057                             | 42,89         | 25                | Rostrenen                                                                           | Guingamp                                         | Kreiz-Breizh                         |
| 22231      | 22160       | Plourac’h                         | 350                              | 32,15         | 11                | Callac                                                                              | Guingamp                                         | Guingamp-Paimpol Agglomération       |
| 22232      | 22410       | Plourhan                          | 2137                             | 17,24         | 124               | Plouha Étables-sur-Mer                                                              | Saint-Brieuc                                     | Saint-Brieuc Armor Agglomération     |
| 22233      | 22860       | Plourivo                          | 2267                             | 28,35         | 80                | Paimpol                                                                             | Guingamp Saint-Brieuc                            | Guingamp-Paimpol Agglomération       |
| 22234      | 22170       | Plouvara                          | 1149                             | 22,19         | 52                | Plélo Châtelaudren                                                                  | Guingamp Saint-Brieuc                            | Leff Armor Communauté                |
| 22235      | 22420       | Plouzélambre                      | 202                              | 7,84          | 26                | Plestin-les-Grèves                                                                  | Lannion                                          | Lannion-Trégor Communauté            |
| 22236      | 22290       | Pludual                           | 737                              | 9,27          | 80                | Plouha                                                                              | Guingamp Saint-Brieuc                            | Leff Armor Communauté                |
| 22238      | 22310       | Plufur                            | 533                              | 17,50         | 30                | Plestin-les-Grèves                                                                  | Lannion                                          | Lannion-Trégor Communauté            |
| 22239      | 22350       | Plumaudan                         | 1403                             | 17,83         | 79                | Broons Caulnes                                                                      | Dinan                                            | Dinan Agglomération                  |
| 22240      | 22250       | Plumaugat                         | 1156                             | 40,43         | 29                | Broons Caulnes                                                                      | Dinan                                            | Dinan Agglomération                  |
| 22241      | 22210       | Plumieux                          | 1654                             | 73,29         | 23                | Loudéac                                                                             | Saint-Brieuc                                     | Loudéac Communauté – Bretagne Centre |
| 22242      | 22240       | Plurien                           | 1513                             | 21,65         | 70                | Pléneuf-Val-André                                                                   | Saint-Brieuc                                     | Lamballe Terre et Mer                |
| 22243      | 22160       | Plusquellec                       | 557                              | 26,31         | 21                | Callac                                                                              | Guingamp                                         | Guingamp-Paimpol Agglomération       |
| 22244      | 22320       | Plussulien                        | 507                              | 22,49         | 23                | Guerlédan Corlay                                                                    | Saint-Brieuc                                     | Loudéac Communauté – Bretagne Centre |
| 22245      | 22140       | Pluzunet                          | 984                              | 22,87         | 43                | Bégard Plouaret                                                                     | Lannion                                          | Lannion-Trégor Communauté            |
| 22246      | 22120       | Pommeret                          | 2119                             | 13,35         | 159               | Lamballe-Armor Lamballe                                                             | Saint-Brieuc                                     | Lamballe Terre et Mer                |
| 22248      | 22200       | Pommerit-le-Vicomte               | 1842                             | 33,03         | 56                | Guingamp Lanvollon                                                                  | Guingamp Saint-Brieuc                            | Leff Armor Communauté                |
| 22249      | 22390       | Pont-Melvez                       | 600                              | 22,98         | 26                | Callac Bourbriac                                                                    | Guingamp                                         | Guingamp-Paimpol Agglomération       |
| 22250      | 22260       | Pontrieux                         | 1004                             | 1,02          | 984               | Bégard Pontrieux                                                                    | Guingamp                                         | Guingamp-Paimpol Agglomération       |
| 22251      | 22590       | Pordic                            | 7393                             | 33,63         | 220               | Plérin                                                                              | Saint-Brieuc                                     | Saint-Brieuc Armor Agglomération     |
| 22254      | 22140       | Prat                              | 1090                             | 21,87         | 50                | Bégard La Roche-Derrien                                                             | Lannion                                          | Lannion-Trégor Communauté            |
| 22256      | 22260       | Quemper-Guézennec                 | 1089                             | 23,08         | 47                | Bégard Pontrieux                                                                    | Guingamp                                         | Guingamp-Paimpol Agglomération       |
| 22257      | 22450       | Quemperven                        | 416                              | 7,69          | 54                | Bégard La Roche-Derrien                                                             | Lannion                                          | Lannion-Trégor Communauté            |
| 22258      | 22120       | Quessoy                           | 3930                             | 29,23         | 134               | Plaintel Moncontour                                                                 | Saint-Brieuc                                     | Lamballe Terre et Mer                |
| 22259      | 22100       | Quévert                           | 3963                             | 12,48         | 318               | Dinan Dinan-Ouest                                                                   | Dinan                                            | Dinan Agglomération                  |
| 22261      | 22400       | Quintenic                         | 364                              | 7,50          | 49                | Lamballe-Armor Lamballe                                                             | Saint-Brieuc                                     | Lamballe Terre et Mer                |
| 22262      | 22800       | Quintin                           | 2743                             | 3,12          | 879               | Plélo Quintin                                                                       | Saint-Brieuc                                     | Saint-Brieuc Armor Agglomération     |
| 22265      | 22300       | Rospez                            | 1790                             | 13,24         | 135               | Lannion                                                                             | Lannion                                          | Lannion-Trégor Communauté            |
| 22266      | 22110       | Rostrenen                         | 3282                             | 32,17         | 102               | Rostrenen                                                                           | Guingamp                                         | Kreiz-Breizh                         |
| 22267      | 22250       | Rouillac                          | 402                              | 15,77         | 25                | Broons                                                                              | Saint-Brieuc Dinan                               | Lamballe Terre et Mer                |
| 22268      | 22550       | Ruca                              | 596                              | 12,13         | 49                | Pléneuf-Val-André Matignon                                                          | Dinan                                            | Dinan Agglomération                  |
| 22269      | 22260       | Runan                             | 253                              | 5,12          | 49                | Bégard Pontrieux                                                                    | Guingamp                                         | Guingamp-Paimpol Agglomération       |
| 22271      | 22390       | Saint-Adrien                      | 367                              | 9,93          | 37                | Callac Bourbriac                                                                    | Guingamp                                         | Guingamp-Paimpol Agglomération       |
| 22272      | 22200       | Saint-Agathon                     | 2202                             | 14,56         | 151               | Guingamp                                                                            | Guingamp                                         | Guingamp-Paimpol Agglomération       |
| 22273      | 22400       | Saint-Alban                       | 2376                             | 30,43         | 78                | Pléneuf-Val-André                                                                   | Saint-Brieuc                                     | Lamballe Terre et Mer                |
| 22274      | 22630       | Saint-André-des-Eaux              | 395                              | 5,24          | 75                | Lanvallay Évran                                                                     | Dinan                                            | Dinan Agglomération                  |
| 22275      | 22600       | Saint-Barnabé                     | 1219                             | 22,75         | 54                | Loudéac La Chèze                                                                    | Saint-Brieuc                                     | Loudéac Communauté – Bretagne Centre |
| 22276      | 22800       | Saint-Bihy                        | 261                              | 8,22          | 32                | Plélo Quintin                                                                       | Saint-Brieuc                                     | Saint-Brieuc Armor Agglomération     |
| 22277      | 22800       | Saint-Brandan                     | 2285                             | 25,16         | 91                | Plélo Quintin                                                                       | Saint-Brieuc                                     | Saint-Brieuc Armor Agglomération     |
| 22278      | 22000       | Saint-Brieuc                      | 44.607                           | 21,88         | 2039              | Saint-Brieuc-1 Saint-Brieuc-2 Saint-Brieuc-Nord Saint-Brieuc-Ouest Saint-Brieuc-Sud | Saint-Brieuc                                     | Saint-Brieuc Armor Agglomération     |
| 22279      | 22600       | Saint-Caradec                     | 1132                             | 21,94         | 52                | Guerlédan Loudéac                                                                   | Saint-Brieuc                                     | Loudéac Communauté – Bretagne Centre |
| 22280      | 22100       | Saint-Carné                       | 1140                             | 8,36          | 136               | Lanvallay Dinan-Ouest                                                               | Dinan                                            | Dinan Agglomération                  |
| 22281      | 22150       | Saint-Carreuc                     | 1554                             | 12,69         | 122               | Plaintel Moncontour                                                                 | Saint-Brieuc                                     | Saint-Brieuc Armor Agglomération     |
| 22282      | 22380       | Saint-Cast-le-Guildo              | 3353                             | 22,63         | 148               | Pléneuf-Val-André Matignon                                                          | Dinan                                            | Dinan Agglomération                  |
| 22283      | 22260       | Saint-Clet                        | 868                              | 14,46         | 60                | Bégard Pontrieux                                                                    | Guingamp                                         | Guingamp-Paimpol Agglomération       |
| 22284      | 22480       | Saint-Connan                      | 297                              | 13,54         | 22                | Rostrenen Saint-Nicolas-du-Pélem                                                    | Guingamp                                         | Kreiz-Breizh                         |
| 22285      | 22530       | Saint-Connec                      | 258                              | 10,93         | 24                | Guerlédan Mûr-de-Bretagne                                                           | Saint-Brieuc Guingamp                            | Pontivy Communauté                   |
| 22286      | 22400       | Saint-Denoual                     | 490                              | 8,61          | 57                | Pléneuf-Val-André Matignon                                                          | Saint-Brieuc Dinan                               | Lamballe Terre et Mer                |
| 22287      | 22800       | Saint-Donan                       | 1467                             | 22,92         | 64                | Ploufragan                                                                          | Saint-Brieuc                                     | Saint-Brieuc Armor Agglomération     |
| 22288      | 22210       | Saint-Étienne-du-Gué-de-l’Isle    | 372                              | 14,91         | 25                | Loudéac La Chèze                                                                    | Saint-Brieuc                                     | Loudéac Communauté – Bretagne Centre |
| 22331      | 22480       | Sainte-Tréphine                   | 187                              | 12,52         | 15                | Rostrenen Saint-Nicolas-du-Pélem                                                    | Guingamp                                         | Kreiz-Breizh                         |
| 22289      | 22720       | Saint-Fiacre                      | 212                              | 9,70          | 22                | Plélo Plouagat                                                                      | Guingamp                                         | Leff Armor Communauté                |
| 22291      | 22800       | Saint-Gildas                      | 242                              | 15,54         | 16                | Plélo Quintin                                                                       | Saint-Brieuc                                     | Saint-Brieuc Armor Agglomération     |
| 22293      | 22290       | Saint-Gilles-les-Bois             | 389                              | 9,45          | 41                | Plouha Pontrieux                                                                    | Guingamp                                         | Leff Armor Communauté                |
| 22294      | 22480       | Saint-Gilles-Pligeaux             | 304                              | 19,45         | 16                | Rostrenen Saint-Nicolas-du-Pélem                                                    | Guingamp                                         | Kreiz-Breizh                         |
| 22295      | 22530       | Saint-Gilles-Vieux-Marché         | 315                              | 21,95         | 14                | Guerlédan Mûr-de-Bretagne                                                           | Saint-Brieuc Guingamp                            | Loudéac Communauté – Bretagne Centre |
| 22296      | 22510       | Saint-Glen                        | 667                              | 11,51         | 58                | Plénée-Jugon Moncontour                                                             | Saint-Brieuc                                     | Lamballe Terre et Mer                |
| 22299      | 22100       | Saint-Hélen                       | 1535                             | 17,02         | 90                | Lanvallay Dinan-Est                                                                 | Dinan                                            | Dinan Agglomération                  |
| 22300      | 22460       | Saint-Hervé                       | 413                              | 9,83          | 42                | Guerlédan Uzel                                                                      | Saint-Brieuc                                     | Loudéac Communauté – Bretagne Centre |
| 22334      | 22570       | Saint-Igeaux                      | 124                              | 12,91         | 10                | Rostrenen Gouarec                                                                   | Guingamp                                         | Kreiz-Breizh                         |
| 22302      | 22750       | Saint-Jacut-de-la-Mer             | 909                              | 2,92          | 311               | Plancoët Ploubalay                                                                  | Dinan                                            | Dinan Agglomération                  |
| 22304      | 22170       | Saint-Jean-Kerdaniel              | 691                              | 11,12         | 62                | Plélo Plouagat                                                                      | Guingamp                                         | Leff Armor Communauté                |
| 22305      | 22350       | Saint-Jouan-de-l’Isle             | 456                              | 8,09          | 56                | Broons Caulnes                                                                      | Dinan                                            | Dinan Agglomération                  |
| 22306      | 22630       | Saint-Judoce                      | 590                              | 10,19         | 58                | Lanvallay Évran                                                                     | Dinan                                            | Dinan Agglomération                  |
| 22307      | 22940       | Saint-Julien                      | 2072                             | 5,69          | 364               | Ploufragan                                                                          | Saint-Brieuc                                     | Saint-Brieuc Armor Agglomération     |
| 22308      | 22630       | Saint-Juvat                       | 649                              | 17,41         | 37                | Lanvallay Évran                                                                     | Dinan                                            | Dinan Agglomération                  |
| 22310      | 22140       | Saint-Laurent                     | 533                              | 8,96          | 59                | Bégard                                                                              | Guingamp                                         | Guingamp-Paimpol Agglomération       |
| 22311      | 22130       | Saint-Lormel                      | 883                              | 9,77          | 90                | Plancoët                                                                            | Dinan                                            | Dinan Agglomération                  |
| 22312      | 22350       | Saint-Maden                       | 220                              | 6,56          | 34                | Broons Caulnes                                                                      | Dinan                                            | Dinan Agglomération                  |
| 22313      | 22320       | Saint-Martin-des-Prés             | 321                              | 20,30         | 16                | Guerlédan Corlay                                                                    | Saint-Brieuc                                     | Loudéac Communauté – Bretagne Centre |
| 22314      | 22600       | Saint-Maudan                      | 399                              | 6,67          | 60                | Loudéac                                                                             | Saint-Brieuc                                     | Loudéac Communauté – Bretagne Centre |
| 22315      | 22980       | Saint-Maudez                      | 285                              | 5,09          | 56                | Plancoët Plélan-le-Petit                                                            | Dinan                                            | Dinan Agglomération                  |
| 22316      | 22320       | Saint-Mayeux                      | 460                              | 30,63         | 15                | Guerlédan Corlay                                                                    | Saint-Brieuc                                     | Loudéac Communauté – Bretagne Centre |
| 22317      | 22980       | Saint-Méloir-des-Bois             | 272                              | 6,13          | 44                | Plancoët Plélan-le-Petit                                                            | Dinan                                            | Dinan Agglomération                  |
| 22318      | 22980       | Saint-Michel-de-Plélan            | 320                              | 7,24          | 44                | Plancoët Plélan-le-Petit                                                            | Dinan                                            | Dinan Agglomération                  |
| 22319      | 22300       | Saint-Michel-en-Grève             | 447                              | 4,69          | 95                | Plestin-les-Grèves                                                                  | Lannion                                          | Lannion-Trégor Communauté            |
| 22320      | 22160       | Saint-Nicodème                    | 168                              | 16,94         | 10                | Callac                                                                              | Guingamp                                         | Guingamp-Paimpol Agglomération       |
| 22321      | 22480       | Saint-Nicolas-du-Pélem            | 1536                             | 41,04         | 37                | Rostrenen Saint-Nicolas-du-Pélem                                                    | Guingamp                                         | Kreiz-Breizh                         |
| 22322      | 22720       | Saint-Péver                       | 388                              | 13,13         | 30                | Plélo Plouagat                                                                      | Guingamp                                         | Leff Armor Communauté                |
| 22323      | 22550       | Saint-Pôtan                       | 833                              | 19,89         | 42                | Pléneuf-Val-André Matignon                                                          | Dinan                                            | Dinan Agglomération                  |
| 22324      | 22700       | Saint-Quay-Perros                 | 1289                             | 4,72          | 273               | Perros-Guirec                                                                       | Lannion                                          | Lannion-Trégor Communauté            |
| 22325      | 22410       | Saint-Quay-Portrieux              | 3253                             | 3,87          | 841               | Plouha Étables-sur-Mer                                                              | Saint-Brieuc                                     | Saint-Brieuc Armor Agglomération     |
| 22326      | 22270       | Saint-Rieul                       | 548                              | 6,37          | 86                | Lamballe-Armor Lamballe                                                             | Saint-Brieuc                                     | Lamballe Terre et Mer                |
| 22327      | 22100       | Saint-Samson-sur-Rance            | 1630                             | 6,27          | 260               | Pleslin-Trigavou Dinan-Ouest                                                        | Dinan                                            | Dinan Agglomération                  |
| 22328      | 22160       | Saint-Servais                     | 427                              | 28,04         | 15                | Callac                                                                              | Guingamp                                         | Guingamp-Paimpol Agglomération       |
| 22330      | 22460       | Saint-Thélo                       | 377                              | 14,56         | 26                | Guerlédan Uzel                                                                      | Saint-Brieuc                                     | Loudéac Communauté – Bretagne Centre |
| 22332      | 22510       | Saint-Trimoël                     | 521                              | 8,35          | 62                | Plénée-Jugon Moncontour                                                             | Saint-Brieuc                                     | Lamballe Terre et Mer                |
| 22333      | 22230       | Saint-Vran                        | 755                              | 28,12         | 27                | Broons Merdrignac                                                                   | Saint-Brieuc Dinan                               | Loudéac Communauté – Bretagne Centre |
| 22335      | 22720       | Senven-Léhart                     | 241                              | 12,50         | 19                | Callac Bourbriac                                                                    | Guingamp                                         | Guingamp-Paimpol Agglomération       |
| 22337      | 22250       | Sévignac                          | 1116                             | 43,25         | 26                | Broons                                                                              | Saint-Brieuc Dinan                               | Lamballe Terre et Mer                |
| 22338      | 22200       | Squiffiec                         | 752                              | 10,80         | 70                | Bégard                                                                              | Guingamp                                         | Guingamp-Paimpol Agglomération       |
| 22339      | 22100       | Taden                             | 2599                             | 20,13         | 129               | Pleslin-Trigavou Dinan-Ouest                                                        | Dinan                                            | Dinan Agglomération                  |
| 22340      | 22140       | Tonquédec                         | 1201                             | 18,01         | 67                | Bégard Plouaret                                                                     | Lannion                                          | Lannion-Trégor Communauté            |
| 22341      | 22640       | Tramain                           | 700                              | 9,25          | 76                | Plénée-Jugon Jugon-les-Lacs                                                         | Saint-Brieuc Dinan                               | Lamballe Terre et Mer                |
| 22342      | 22980       | Trébédan                          | 439                              | 10,97         | 40                | Plancoët Plélan-le-Petit                                                            | Dinan                                            | Dinan Agglomération                  |
| 22343      | 22560       | Trébeurden                        | 3821                             | 13,40         | 285               | Perros-Guirec                                                                       | Lannion                                          | Lannion-Trégor Communauté            |
| 22344      | 22340       | Trébrivan                         | 763                              | 22,96         | 33                | Rostrenen Maël-Carhaix                                                              | Guingamp                                         | Kreiz-Breizh                         |
| 22345      | 22510       | Trébry                            | 822                              | 25,12         | 33                | Plénée-Jugon Moncontour                                                             | Saint-Brieuc                                     | Lamballe Terre et Mer                |
| 22346      | 22510       | Trédaniel                         | 896                              | 15,92         | 56                | Plaintel Moncontour                                                                 | Saint-Brieuc                                     | Lamballe Terre et Mer                |
| 22347      | 22220       | Trédarzec                         | 1069                             | 11,68         | 92                | Tréguier Lézardrieux                                                                | Lannion                                          | Lannion-Trégor Communauté            |
| 22348      | 22250       | Trédias                           | 504                              | 11,01         | 46                | Broons                                                                              | Saint-Brieuc Dinan                               | Lamballe Terre et Mer                |
| 22349      | 22300       | Trédrez-Locquémeau                | 1468                             | 10,65         | 138               | Plestin-les-Grèves                                                                  | Lannion                                          | Lannion-Trégor Communauté            |
| 22350      | 22310       | Tréduder                          | 201                              | 4,80          | 42                | Plestin-les-Grèves                                                                  | Lannion                                          | Lannion-Trégor Communauté            |
| 22351      | 22340       | Treffrin                          | 524                              | 7,47          | 70                | Rostrenen Maël-Carhaix                                                              | Guingamp                                         | Poher Communauté                     |
| 22352      | 22630       | Tréfumel                          | 279                              | 5,81          | 48                | Lanvallay Évran                                                                     | Dinan                                            | Dinan Agglomération                  |
| 22353      | 22730       | Trégastel                         | 2532                             | 7,00          | 362               | Perros-Guirec                                                                       | Lannion                                          | Lannion-Trégor Communauté            |
| 22354      | 22540       | Tréglamus                         | 1100                             | 18,79         | 59                | Callac Belle-Isle-en-Terre                                                          | Guingamp                                         | Guingamp-Paimpol Agglomération       |
| 22356      | 22590       | Trégomeur                         | 947                              | 10,37         | 91                | Plélo Châtelaudren                                                                  | Guingamp Saint-Brieuc                            | Leff Armor Communauté                |
| 22358      | 22200       | Trégonneau                        | 523                              | 6,32          | 83                | Bégard                                                                              | Guingamp                                         | Guingamp-Paimpol Agglomération       |
| 22359      | 22420       | Trégrom                           | 447                              | 16,64         | 27                | Plestin-les-Grèves Plouaret                                                         | Lannion                                          | Lannion-Trégor Communauté            |
| 22360      | 22950       | Trégueux                          | 8462                             | 14,57         | 581               | Trégueux Langueux                                                                   | Saint-Brieuc                                     | Saint-Brieuc Armor Agglomération     |
| 22361      | 22290       | Tréguidel                         | 630                              | 6,56          | 96                | Plouha Lanvollon                                                                    | Guingamp Saint-Brieuc                            | Leff Armor Communauté                |
| 22362      | 22220       | Tréguier                          | 2349                             | 1,52          | 1545              | Tréguier                                                                            | Lannion                                          | Lannion-Trégor Communauté            |
| 22363      | 22660       | Trélévern                         | 1240                             | 6,94          | 179               | Perros-Guirec                                                                       | Lannion                                          | Lannion-Trégor Communauté            |
| 22364      | 22100       | Trélivan                          | 2875                             | 11,10         | 259               | Dinan Dinan-Ouest                                                                   | Dinan                                            | Dinan Agglomération                  |
| 22365      | 22110       | Trémargat                         | 182                              | 13,90         | 13                | Rostrenen                                                                           | Guingamp                                         | Kreiz-Breizh                         |
| 22366      | 22310       | Trémel                            | 406                              | 11,93         | 34                | Plestin-les-Grèves                                                                  | Lannion                                          | Lannion-Trégor Communauté            |
| 22368      | 22490       | Tréméreuc                         | 728                              | 4,15          | 175               | Pleslin-Trigavou Ploubalay                                                          | Dinan                                            | Côte d’Émeraude                      |
| 22369      | 22250       | Trémeur                           | 806                              | 14,56         | 55                | Broons                                                                              | Saint-Brieuc Dinan                               | Lamballe Terre et Mer                |
| 22370      | 22290       | Tréméven                          | 355                              | 5,12          | 69                | Plouha Lanvollon                                                                    | Guingamp Saint-Brieuc                            | Leff Armor Communauté                |
| 22371      | 22230       | Trémorel                          | 1154                             | 33,76         | 34                | Broons Merdrignac                                                                   | Saint-Brieuc Dinan                               | Loudéac Communauté – Bretagne Centre |
| 22372      | 22440       | Trémuson                          | 2238                             | 6,31          | 355               | Plérin                                                                              | Saint-Brieuc                                     | Saint-Brieuc Armor Agglomération     |
| 22373      | 22340       | Tréogan                           | 107                              | 7,10          | 15                | Rostrenen Maël-Carhaix                                                              | Guingamp                                         | Poher Communauté                     |
| 22375      | 22290       | Tressignaux                       | 682                              | 7,29          | 94                | Plouha Lanvollon                                                                    | Guingamp Saint-Brieuc                            | Leff Armor Communauté                |
| 22376      | 22600       | Trévé                             | 1680                             | 26,63         | 63                | Guerlédan Loudéac                                                                   | Saint-Brieuc                                     | Loudéac Communauté – Bretagne Centre |
| 22377      | 22410       | Tréveneuc                         | 813                              | 6,65          | 122               | Plouha Étables-sur-Mer                                                              | Saint-Brieuc                                     | Saint-Brieuc Armor Agglomération     |
| 22378      | 22290       | Trévérec                          | 224                              | 4,33          | 52                | Plouha Lanvollon                                                                    | Guingamp Saint-Brieuc                            | Leff Armor Communauté                |
| 22379      | 22660       | Trévou-Tréguignec                 | 1581                             | 6,52          | 242               | Perros-Guirec                                                                       | Lannion                                          | Lannion-Trégor Communauté            |
| 22380      | 22100       | Trévron                           | 681                              | 9,60          | 71                | Lanvallay Dinan-Ouest                                                               | Dinan                                            | Dinan Agglomération                  |
| 22381      | 22450       | Trézény                           | 355                              | 3,25          | 109               | Tréguier                                                                            | Lannion                                          | Lannion-Trégor Communauté            |
| 22383      | 22450       | Troguéry                          | 219                              | 3,61          | 61                | Tréguier La Roche-Derrien                                                           | Lannion                                          | Lannion-Trégor Communauté            |
| 22384      | 22460       | Uzel                              | 1134                             | 6,79          | 167               | Guerlédan Uzel                                                                      | Saint-Brieuc                                     | Loudéac Communauté – Bretagne Centre |
| 22237      | 22130       | Val-d’Arguenon                    | 2814                             | 38,05         | 74                | Plancoët                                                                            | Dinan                                            | Dinan Agglomération                  |
| 22388      | 22980       | Vildé-Guingalan                   | 1294                             | 7,35          | 176               | Dinan Plélan-le-Petit                                                               | Dinan                                            | Dinan Agglomération                  |
| 22389      | 22120       | Yffiniac                          | 4980                             | 17,44         | 286               | Trégueux Langueux                                                                   | Saint-Brieuc                                     | Saint-Brieuc Armor Agglomération     |
| 22390      | 22930       | Yvias                             | 770                              | 11,61         | 66                | Paimpol                                                                             | Guingamp Saint-Brieuc                            | Guingamp-Paimpol Agglomération       |
| 22391      | 22350       | Yvignac-la-Tour                   | 1106                             | 35,39         | 31                | Broons                                                                              | Dinan                                            | Dinan Agglomération                  |

## Veränderungen im Gemeindebestand seit der landesweiten Neuordnung der Kantone

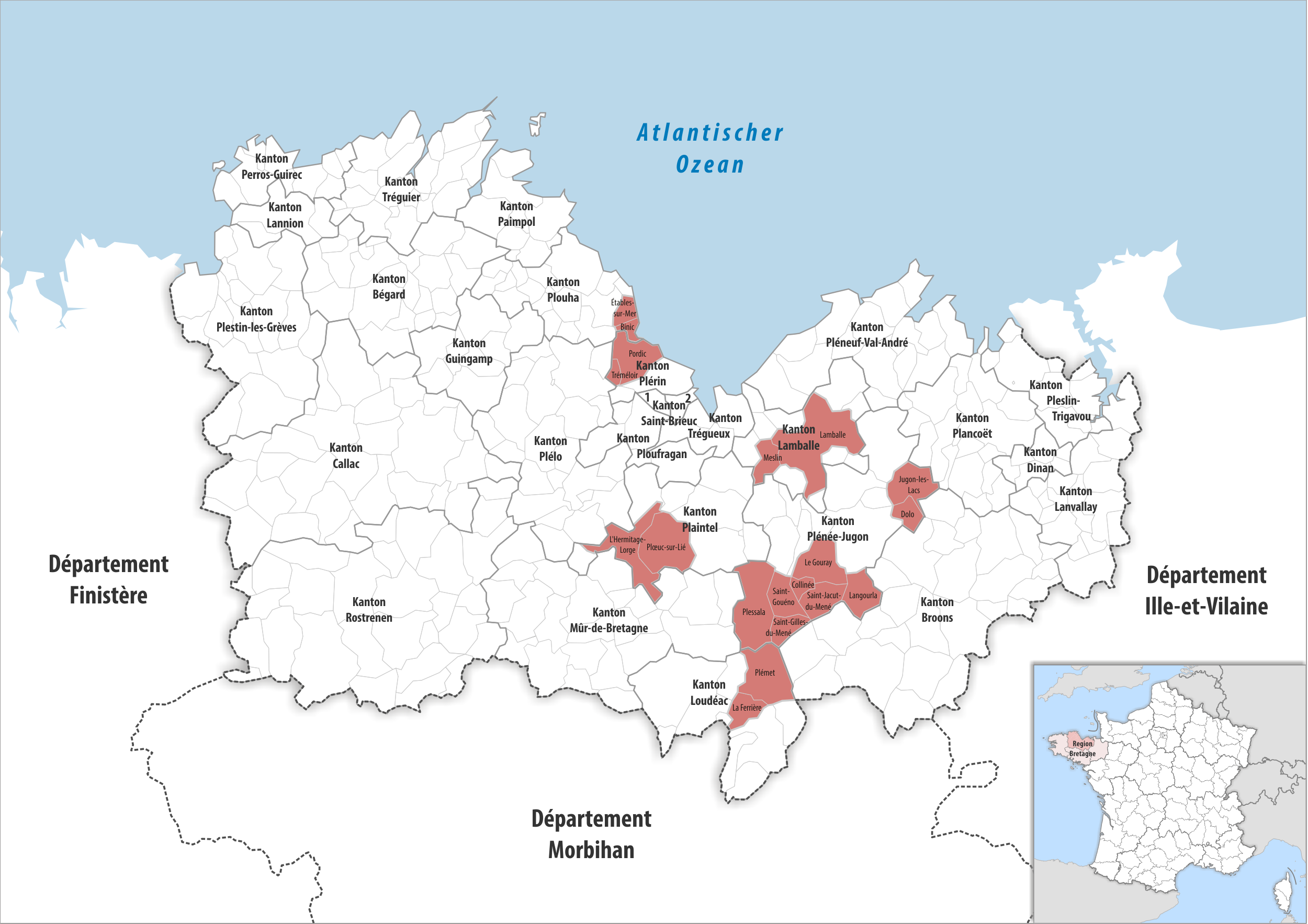
Gemeinden bis 2015
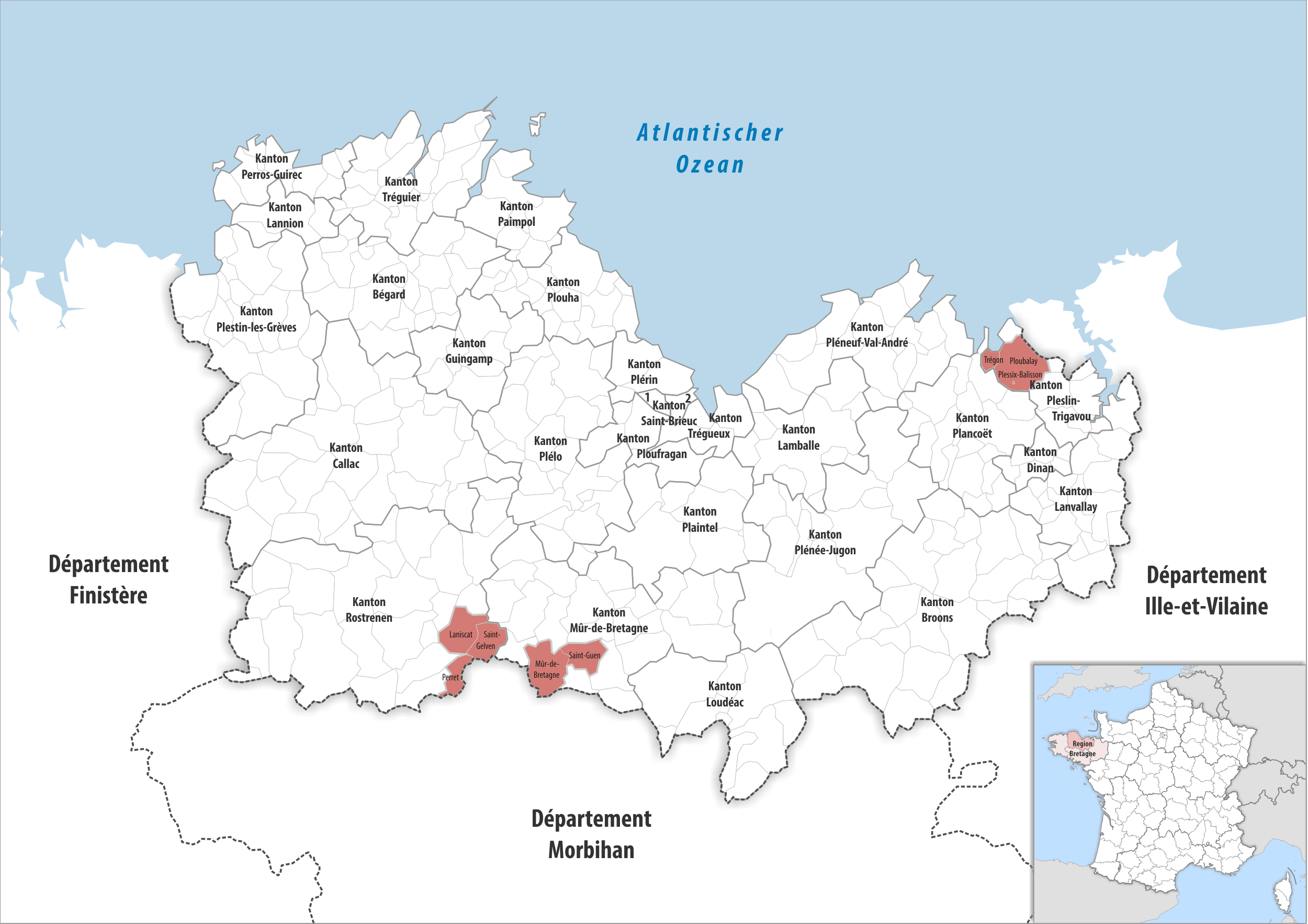
Gemeinden bis 2016
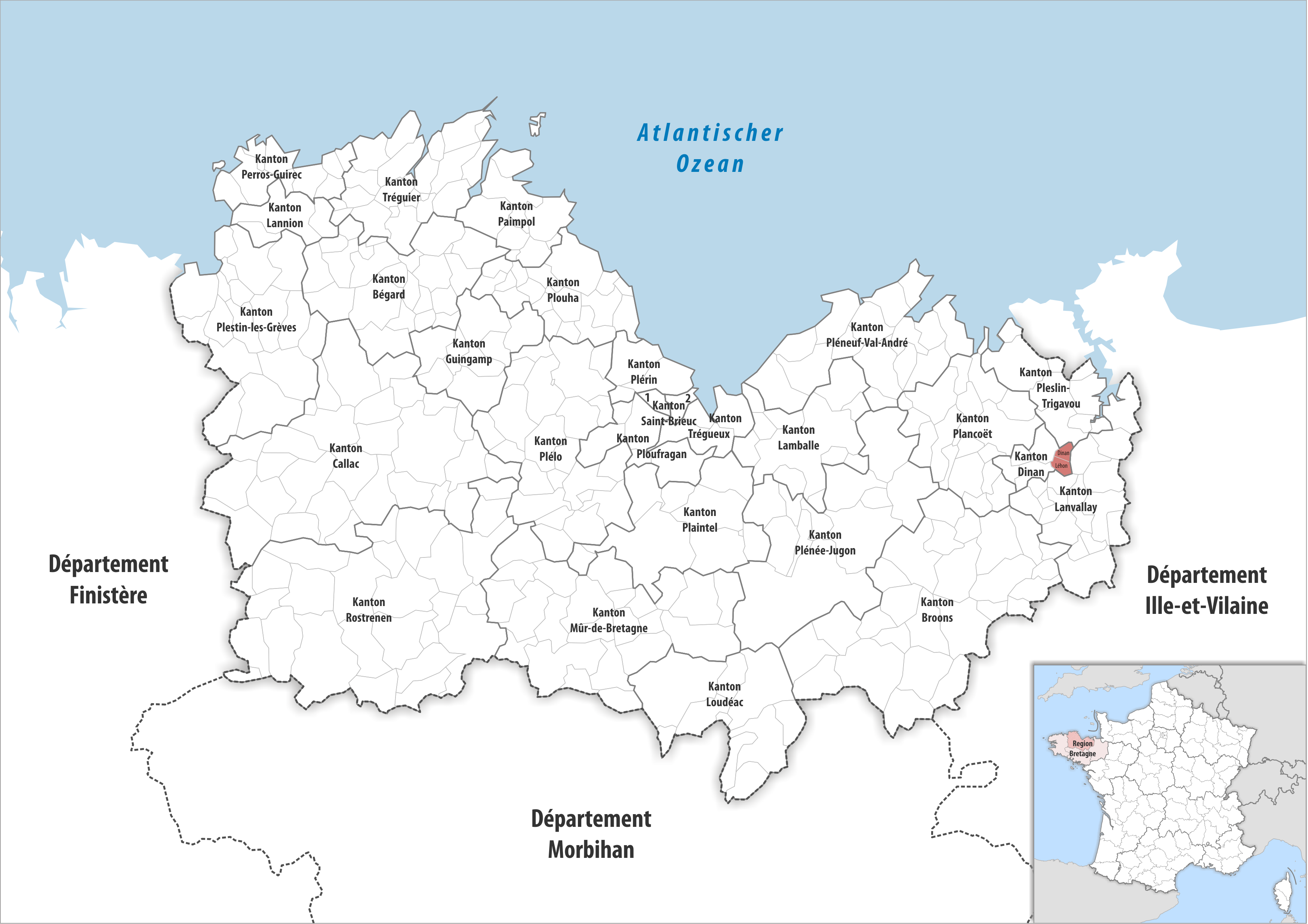
Gemeinden bis 2017
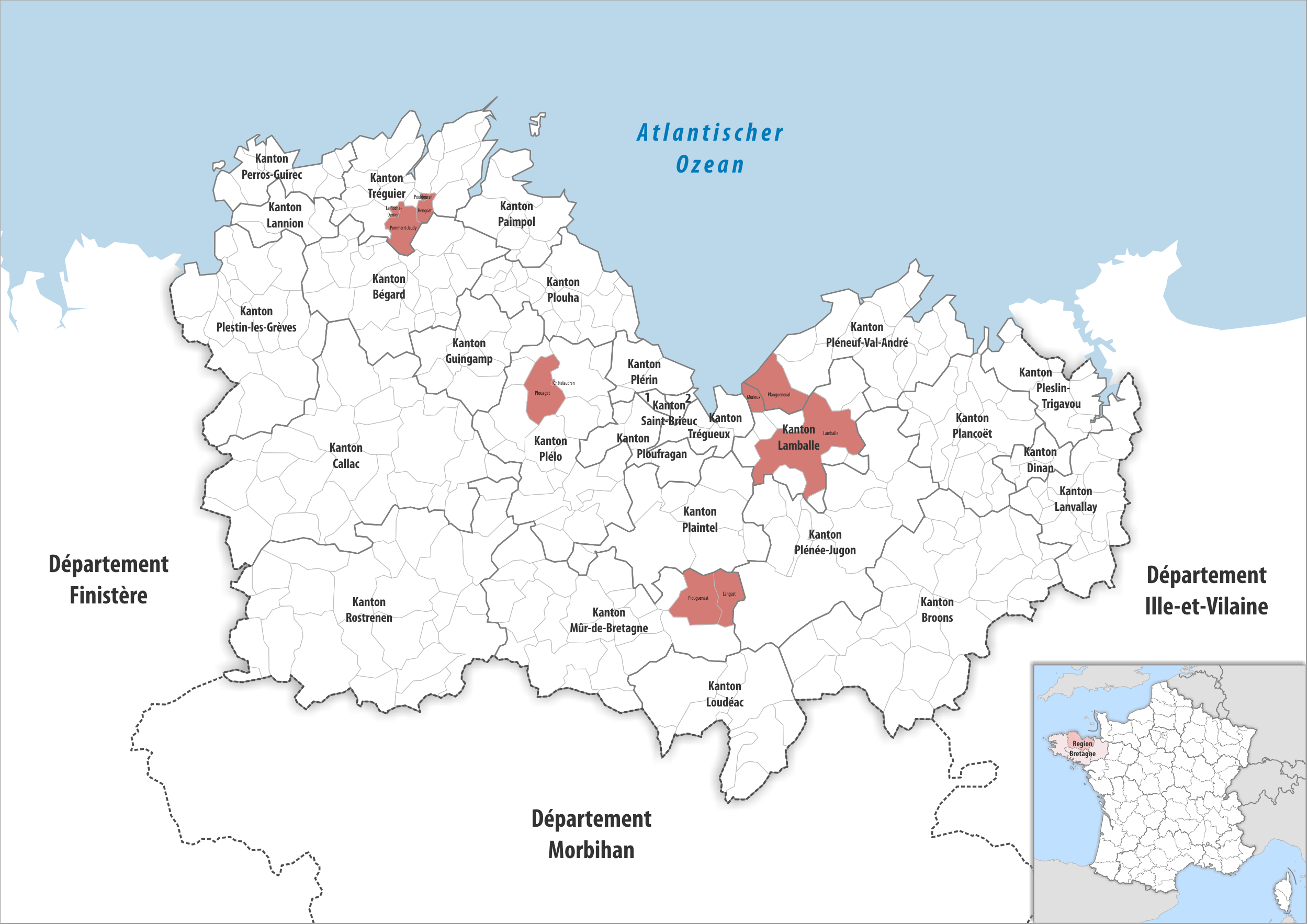
Gemeinden bis 2018

2025:
- Fusion Plumieux, Le Cambout und Coëtlogon → Plumieux
- Fusion Merdrignac und Saint-Launeuc → Merdrignac
- Fusion Pluduno und Pléven → Val-d’Arguenon

2019:
- Fusion Plouagat und Châtelaudren → Châtelaudren-Plouagat
- Fusion Plouguenast und Langast → Plouguenast-Langast
- Fusion Lamballe, Morieux und Planguenoual → Lamballe-Armor
- Fusion La Roche-Derrien, Hengoat, Pommerit-Jaudy und Pouldouran → La Roche-Jaudy

2018:
- Fusion Léhon und Dinan → Dinan

2017:
- Fusion Plessix-Balisson, Ploubalay und Trégon → Beaussais-sur-Mer
- Fusion Saint-Gelven, Laniscat und Perret → Bon Repos sur Blavet
- Fusion Mûr-de-Bretagne und Saint-Guen → Guerlédan

2016: 
- Fusion Binic und Étables-sur-Mer → Binic-Étables-sur-Mer
- Fusion Dolo und Jugon-les-Lacs (Jugon-les-Lacs) → Jugon-les-Lacs - Commune nouvelle
- Fusion Lamballe und Meslin → Lamballe
- Fusion Collinée, Langourla, Le Gouray, Plessala, Saint-Gilles-du-Mené, Saint-Gouéno  und Saint-Jacut-du-Mené → Le Mené
- Fusion La Ferrière und Plémet → Plémet (bis 31. Dezember 2017: Les Moulins)
- Fusion L’Hermitage-Lorge und Plœuc-sur-Lié → Plœuc-L’Hermitage
- Fusion Pordic und Tréméloir → Pordic